# Miss USA 2010
A 59ª edição do concurso Miss USA foi realizada no dia 16 de maio de 2010 no Teatro de Artes e Performances, situado no Planet Hollywood Resort and Casino, em Las Vegas, NV. Candidatas dos 50 estados americanos e do Distrito de Columbia disputaram a coroa de Kristen Dalton, Miss USA 2009. Rima Fakih, do Michigan, venceu a disputa e participou do Miss Universo 2010, em 23 de agosto na mesma cidade, só que em outro cassino: o Mandalay Bay Events Center. Na disputa internacional, Fakih não se classificou entre as semi-finalistas, marcando a primeira desclassificação americana no Miss Universo desde 2002. A vitória de Fakih, no entanto, foi controversa devido à defesa do ato anti-imigratório do Arizona feita pela segunda colocada, Morgan Woolard.
Inicialmente, a disputa estava marcada para o dia 18 de abril, mas em um comunicado enviado a todos os diretores estaduais no dia 28 de janeiro, a organização do Miss USA informou a nova data, mas com o mesmo local. Com isso, as misses locais ganharam mais um mês para preparação. A chegada das candidatas a Las Vegas ocorreu em 3 de maio.
Kristen Dalton, Miss USA 2009, e Chet Buchanan, da emissora KLUC, apresentaram o show preliminar, transmitido ao vivo pelo site Ustream (via www.missusa.com) do mesmo local da final televisionada, no dia 12 de maio.
O evento teve transmissão ao vivo da NBC para os Estados Unidos, algumas partes fronteiriças do México e Canadá que recebem seu sinal, alguns territórios americanos no Caribe e Oceania e as Bermudas, território britânico caribenho onde o canal tem uma afiliada.
Foi a terceira transmissão do concurso realizada em alta definição.

## Resultados

### Classificação

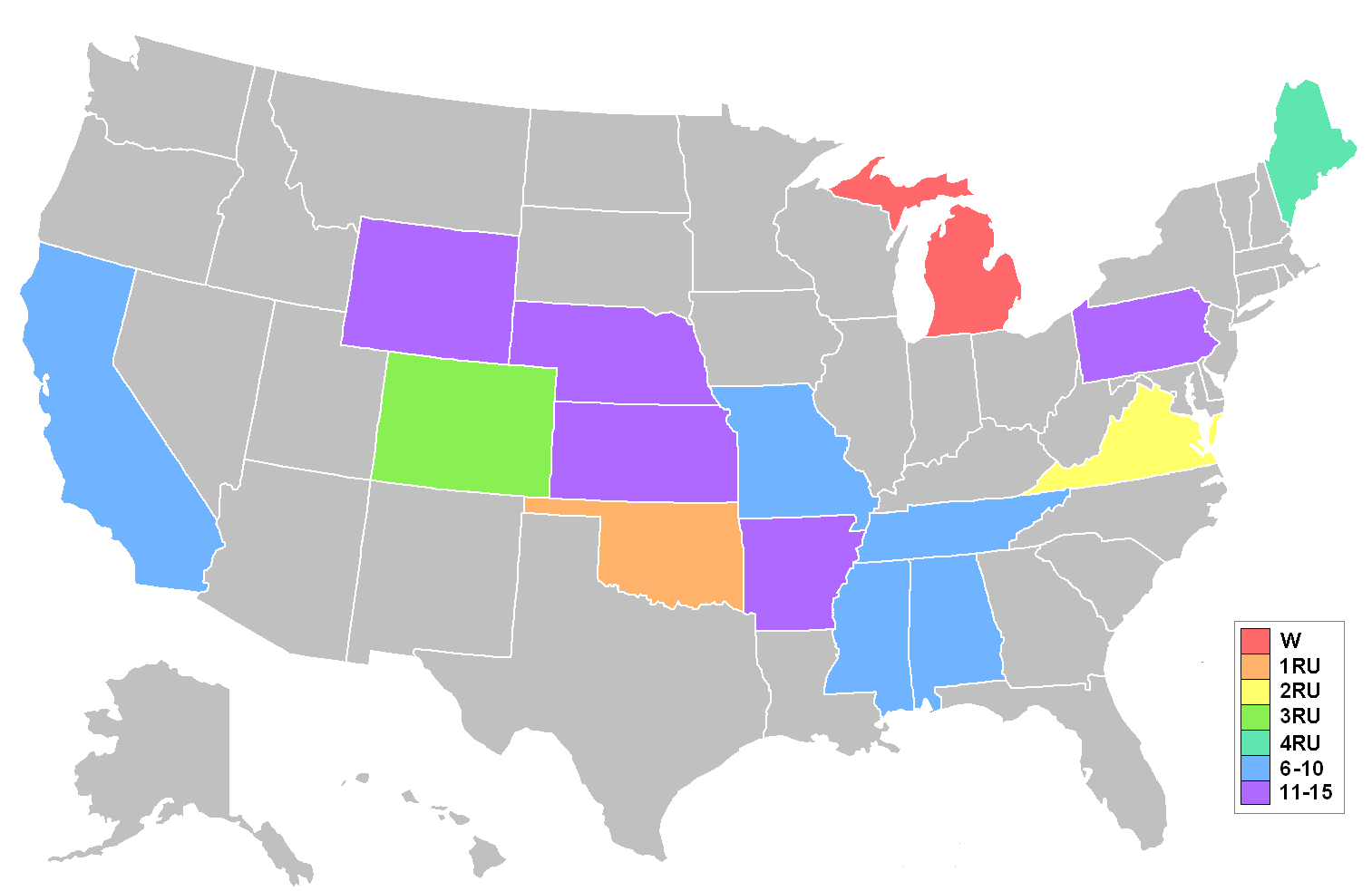
Mapa mostrando as classificações por Estado

| Colocação     | Candidata       | Estado   |
| Miss USA 2010 | Rima Fakih      | Michigan |
| 2º lugar      | Morgan Woolard  | Oklahoma |
| 3º Lugar      | Samantha Casey  | Virgínia |
| 4º Lugar      | Jessica Hartman | Colorado |
| 5º Lugar      | Katie Whittier  | Maine    |

- Top 10 Semifinalistas:

| Candidata       | Estado      |
| Tucker Perry    | Tennessee   |
| Audrey Moore    | Alabama     |
| Breanne Ponder  | Mississippi |
| Nicole Johnson  | Califórnia  |
| Ashley Stromier | Missouri    |

- Top 15 Semifinalistas:

| Candidata          | Estado      |
| Claire Schreiner   | Wyoming     |
| Gina Cerilli       | Pensilvânia |
| Bethany Gerber     | Kansas      |
| Belinda Wright     | Nebraska    |
| Adrielle Churchill | Arkansas    |

### Premiações Especiais
| Premiação      | Candidata      | Estado   |
| Miss Simpatia  | Belinda Wright | Nebraska |
| Miss Fotogenia | Audrey Moore   | Alabama  |

- Ao contrário do Miss Brasil, não há votação popular para definir uma das 15 semi-finalistas, São todas escolhidas pelo júri preliminar e membros da Miss Universe Organization.

### Galeria de candidatas

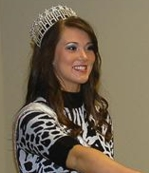
Allison Biehle Miss Indiana USA 2010
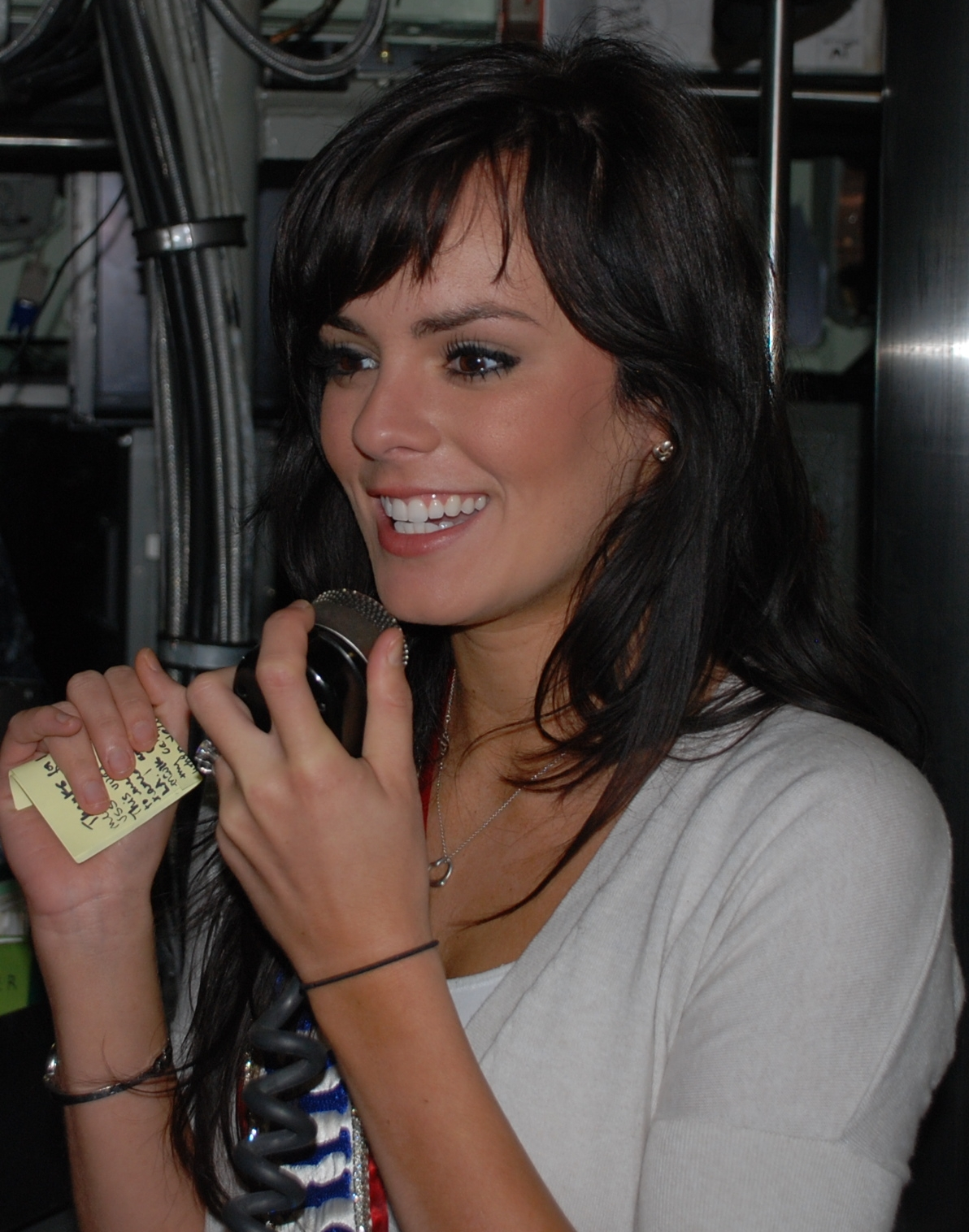
Sara Brooks Miss Louisiana USA 2010
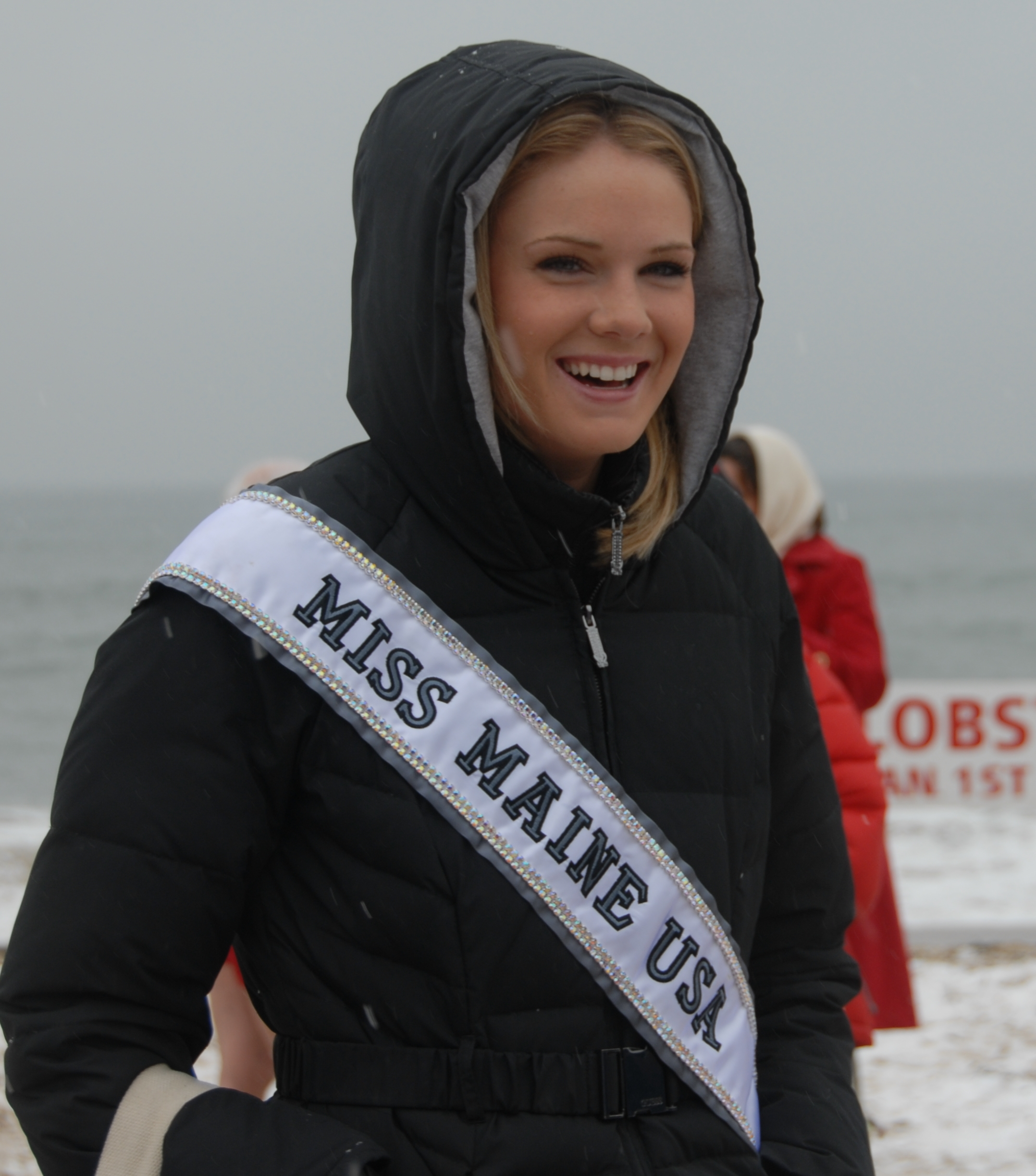
Katie Whittier Miss Maine USA 2010
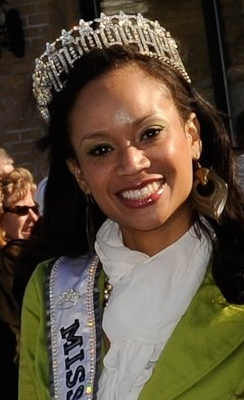
Chenoa Greene Miss New Jersey USA 2010
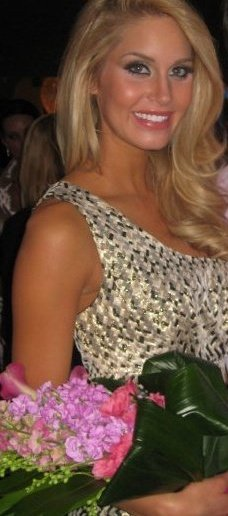
Morgan Woolard Miss Oklahoma USA 2010